# Юстина Пасек
Юстина (Жюстін) Пасек (ісп. Yostin "Justine" Lissette Pasek Patiño; нар. 29 серпня 1979, Харків, Українська РСР, СРСР) — панамська концепт-художниця, фотомодель. «Міс Всесвіт» 2002 року. Посол доброї волі ЮНІСЕФ.
Переможниця регіональних і міжнародних конкурсів краси. Має титули «Міс Панама — 2001», «Віце-Міс Всесвіт — 2002», «Міс Всесвіт — 2002», «Золотий медаліст і переможець конкурсу Міс Олімпія — 2004». Посол доброї волі ФАО.

## Життєпис
Народилася 29 серпня 1979 року в Харкові в родині студентів, які навчалися в СРСР. Батько — Станіслав Пасек, уродженець Польщі, вивчав інформатику, отримав диплом інженера. Мати — Елізабет Патіно, уродженка Панами; вивчала хімію. Є два молодших брати Едвард Пасек (Edward Pasek) і Альваро Анджей Пасек (Alvaro Andrzej Pasek), народилися наприкінці 1980-х років в Панамі.
Свідоцтво про шлюб Елізабет Патіно та Станіслава Пасек, а також свідоцтво про народження їхньої доньки видані в Харкові. Жюстін Пасек прожила в Україні лише рік після народження, потім з батьком велику частину дитинства провела в польськіому селі Вожучин неподалік Замостя. Там хрещена за католицьким обрядом і названа Юстиною. У 1982 році, після того як Елізабет Патіно завершила навчання, вся родина переїхала жити до Панами.
У 1996 році Жюстін Пасек почала займатися модельним бізнесом, взявши участь у конкурсі агентства «Чіка модельо» (Chica Modelo). Там вона отримала першу нагороду як Найкраща редакційна модель (Best Editorial Model). Працювала в різних телевізійних постановках і показах моди. 30 серпня 2001 року перемогла у конкурсі «Міс Панама — 2001». У травні 2002 року взяла участь у конкурсі «Міс Всесвіт». Спочатку зайняла там титул «Віце-міс Всесвіт». Потім стала новою «Міс Всесвіту», коли росіянка Оксана Федорова відмовилася від титулу. Офіційна церемонія коронації відбувалася в Нью-Йорку за участю Дональда Трампа, після чого тривав тиждень спілкування з пресою.  З тих пір Жюстін Пасек побувала в Японії, Балі, Таїланді, Єгипті, Арубі, Еквадорі, Перу, Кубі, Канаді, США та інших країнах як посол доброї волі.
У 2003 році Жюстін Пасек призначена послом доброї волі ФАО. У цій якості брала участь в різних громадських і благодійних заходах. Також знімалася в рекламних роликах і фільмах.
8 серпня 2009 року одружилася з телепродюсером Даном Джоелсоном (Daniel Joelson). 8 квітня 2012 року в Лос-Анджелесі (штат Каліфорнія, США) народила дочку Alliah Stella Joelson. У 2018 році народила другу дитину.